# Спутник (футбольный клуб, Речица)
«Спу́тник» — бывший белорусский футбольный клуб из Речицы.

## История
Был создан в 2017 году на базе команды второй лиги ФК ДЮСШ-ДБК (Гомель).
В 2017 и 2018 годах «Спутник» выступал во второй лиге. В сезоне 2018 занял 3-е место и, благодаря освободившейся вследствие объединения могилёвского «Днепра» и минского «Луча» вакансии, получил место в первой лиге на сезон 2019. Сезон 2019 команда завершила на 6-м месте.
В июле 2021 года, после окончания 1-го круга, снялся с розыгрыша чемпионата из-за проблем с финансированием.

## Статистика выступлений
| Сезон | Лига        | М      | И  | В  | Н | П | РМ      | О  | Кубок Беларуси | Примечания          |
| ----- | ----------- | ------ | -- | -- | - | - | ------- | -- | -------------- | ------------------- |
| 2017  | Вторая Лига | 5 (14) | 26 | 14 | 4 | 8 | 59 — 24 | 46 | 2 кв.раунд     |                     |
| 2018  | Вторая Лига | 3 (15) | 28 | 18 | 4 | 6 | 79 — 21 | 58 | 2 кв.раунд     | Выход в Первую Лигу |
| 2019  | Первая Лига | 6 (15) | 28 | 13 | 6 | 9 | 46— 36  | 45 | 1/16 финала    |                     |
| 2020  | Первая Лига | 1 (14) | 26 | 19 | 4 | 3 | 50 — 18 | 61 | 1/8 финала     | Выход в Высшую Лигу |